# エリーザベト・ハプスブルク＝ロートリンゲン

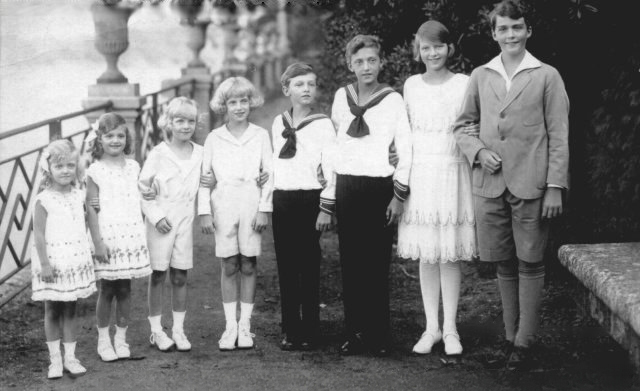
エリーザベト（左端）と7人の兄姉、1926年頃。母ツィタ皇后が好んだ、兄弟を長幼順に一列に並ばせた姿。

エリーザベト・ハプスブルク＝ロートリンゲン（Elisabeth Habsburg-Lothringen, 1922年5月31日 - 1993年1月6日）は、オーストリアの旧統治者家門ハプスブルク＝ロートリンゲン家の一員。最後のオーストリア皇帝・福者カール1世の三女で末娘。婚姻に伴いリヒテンシュタイン家の一員となり、リヒテンシュタイン侯女（Prinzessin von und zu Liechtenstein）の称号を得た。

## 生涯
元皇帝カール1世とその妻でパルマ公ロベルト1世の娘であるツィタ皇后の間の第8子・三女として生まれた。父皇帝はエリーザベトの生まれる2カ月前に肺炎のため死去しており、母皇后は援助を申し出たスペイン王アルフォンソ13世の勧めに応じ、マドリード市内のエル・パルド宮殿で遺腹児であるエリーザベトを出産した。
エリーザベト・シャルロッテ・アルフォンサ・クリスティーナ・テレジア・アントニア・ヨーゼファ・ローベルタ・オットーニア・フランツィスカ・イザベレ・ピア・マルクス・ダヴィアノ(Elizabeth Charlotte Alphonsa Christina Theresia Antonia Josepha Roberta Ottonia Franziska Isabelle Pia Markus d'Aviano）の洗礼名を与えられた。曾祖伯父にあたるフランツ・ヨーゼフ1世帝の妻エリーザベト・イン・バイエルンに因むものである。この名は、亡父カール1世が生まれてくる子が女児であれば付けたいと願っていた名であった。
皇后と子供たちはスペイン王が提供したレケイティオのウリバレン宮殿（Palacio Uribarren）で質素な生活を送った。皇后は子どもたちに厳格な教育を授けたが、皇后の関心の大部分は長兄で父の後継者であるオットーに注がれており、下の子供になるに従い注意を向けなくなったため、末子のエリーザベトは母に一番注意を払われずに育った。一家は1929年ベルギー・ブリュッセル郊外ステーンオッカーゼールに移るが、1940年ナチス・ドイツのベルギー侵攻に伴い北米に移住する。皇帝一家の子供たちは英語が不得手だったため、フランス語の使えるカナダ・ケベック州に落ち着いた。エリーザベトは年齢の近い兄姉とともに同地のラヴァル大学に通った。
1949年9月12日にフランスのリニエールで、リヒテンシュタイン侯子ハインリヒ（1916年 - 1991年）と結婚。夫はリヒテンシュタイン侯子アルフレートの次男で、リヒテンシュタイン侯フランツ・ヨーゼフ2世の従弟にあたった。結婚後はオーストリア・グラーツ郊外ドイッチュファイシュトリッツのヴァルトシュタイン城で暮らし、しばしば同城に母皇后を呼び寄せた。

## 子女
夫との間に4男1女をもうけた。
- ヴィンツェンツ・カール・アルフレート・マリア・ミヒャエル（1950年 - 2008年） - オーストリア国会議員、2度結婚し2女を得る
- ミヒャエル・カール・アルフレート・マリア・フェリックス・モーリッツ（1951年 - ） - 結婚し2女を得る
- シャルロッテ・マリア・ベネディクテ・エレオノーレ・アーデルハイト（1953年 - ） - ローデシア外務大臣ピーター・ケニヨン・ヴァン・ダー・ビール（英語版）と結婚
- クリストフ・カール・アルフレート・マリア・ミヒャエル・フーゴー・イグナティウス（1956年 - ）
- カール・マリア・アルフレート・ミヒャエル・ゲオルク（1957年 - ）

## 引用・脚注
1. 1 2  Brook-Shepherd (2004), p. 240.
2. 1 2  Brook-Shepherd (2004), p. 73.
3. ↑  Brook-Shepherd (2004), pp. 73-74.
4. ↑  Bernier Arcand, Philippe, « Les Bourbon-Parme dans les institutions d’enseignement du Québec », Histoire Québec, 202, p. 24-28 (lire en ligne [archive])
5. 1 2  “Habsburg Duchess Married In France”, The New York Times (Paris), (13 September 1949)